# آلن باغومیان
آلن باغومیان (به انگلیسی: Alan Baghumian) (زاده ژوئن ۱۹۷۸) ایجادکننده پارسیکس (یک توزیع گنو/لینوکس) می‌باشد.
وی هم‌اکنون ساکن گلندل در ایالت کالیفرنیا است.

## کتاب‌ها
آلن تا به حال موفق به انتشار ۳ کتاب دربارهٔ لینوکس و متن‌باز شده‌است 
- آموزش لینوکس ردهت ۹
- نصب سرورهای لینوکس
- آموزش پارسیکس گنو/لینوکس (پی‌دی‌اف)

## تحصیلات آکادمیک
آلن باغومیان تحصیلات دوره کارشناسی خود را در رشته مهندسی کشاورزی در دانشگاه تهران به انجام رساند و در سال ۲۰۰۱ از این دانشگاه فارغ‌التحصیل شد.